# Oropsylla washingtonensis
Oropsylla washingtonensis är en loppart som först beskrevs av Good et Prince 1939.  Oropsylla washingtonensis ingår i släktet Oropsylla och familjen fågelloppor. Inga underarter finns listade i Catalogue of Life.